# هواپیمایی قشم
هواپیمایی قشم (به انگلیسی: Qeshm Air) با عنوان تجاری قشم ایر یک شرکت هواپیمایی‌ غیر دولتی ایرانی است. این شرکت از نوع سهامی خاص است و  به شماره ثبت ۴۹۴ و شناسه ملی ۱۰۸۰۰۰۴۹۱۴۴ در اداره ثبت شرکتها و مالکیت های صنعتی و معنوی منطقه آزاد قشم به ثبت رسیده است. 
هواپیمایی قشم با در اختیار داشتن ناوگانی متنوع، شامل هواپیماهای ایرباس A320، ایرباس A300-600، فوکر 100 و آرجی 100 به ارایه خدمات پروازی داخلی و بین المللی می پردازد و مقاصد پروازی داخلی آن شامل تهران، مشهد، شیراز، اصفهان، قشم و کیش و مقاصد خارجی آن نظیر دبی، استانبول، نجف، آلماتی، ازمیر، ایروان، باتومی، باکو، تفلیس، مسقط، آنکارا، وارنا می باشد. لازم به ذکر است که شرکت هواپیمایی قشم از شرکت هواپیمایی فارس ایر قشم متفاوت می باشد و این دو شرکت متعلق به سهامداران مختلفی هستند. 

## دوره اولیه - بنیانگذاران
شرکت هواپیمایی قشم در سال ۱۳۷۲ با اجاره نمودن هواپیما، فعالیت پروازی و حمل بار خود را با نام فراز قشم آغاز نمود و اندکی بعد یعنی در سال ۱۳۷۵، این روند با انعقاد قرارداد اجاره فی مابین شرکت با مالکان هواپیماهای مسافری پهن‌پیکر  و توسعه پروازها در مسیرهایی همچون تهران-قشم، تهران-دبی و دیگر شهرهای ایران سرعت گرفت و شرکت که در ابتدا پروازهای مسافری خود را تنها با ۲ فروند هواپیما آغاز نموده بود، توانست تا سال ۱۳۷۹ تعداد ۷ فروند هواپیما در اختیار گیرد.

هواپیمای ایلوشین باری هواپیمایی فراز قشم

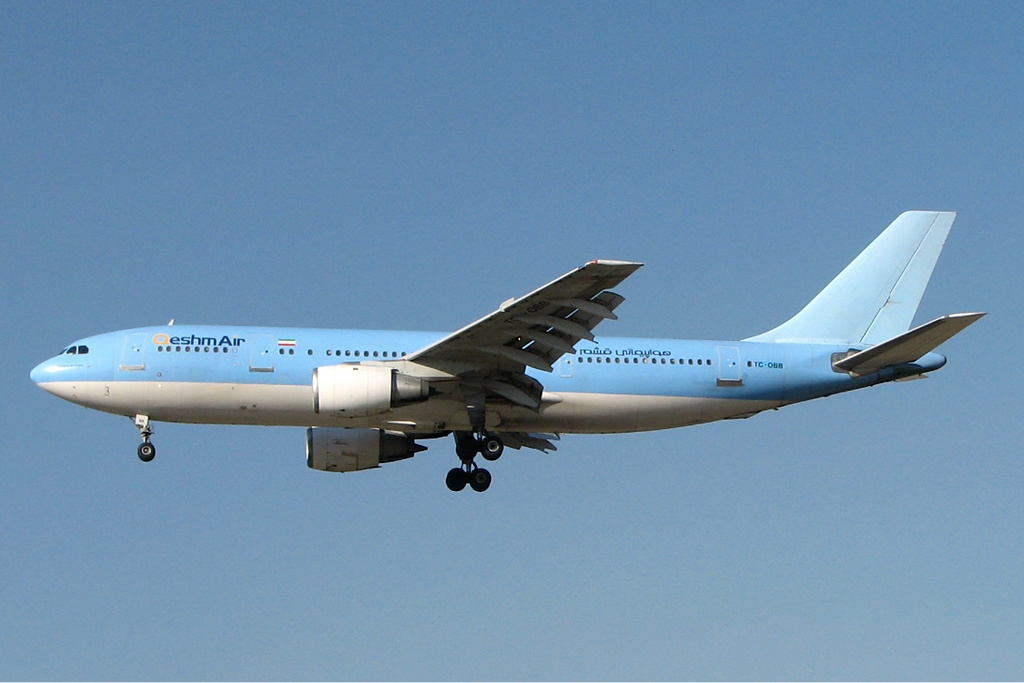
هواپیمایی ایرباس 300 فراز قشم در سال 2006

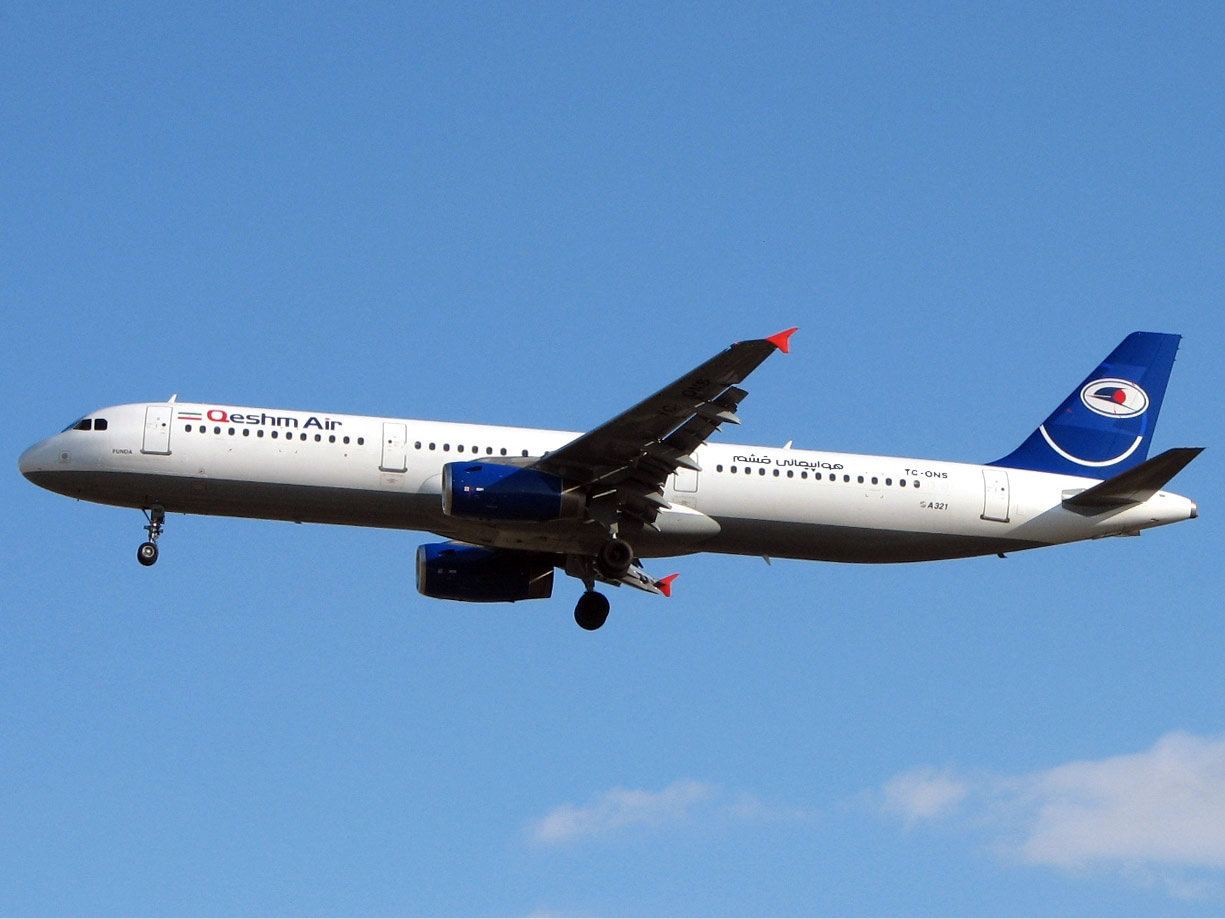
هواپیمای ایرباس 321 فراز قشم در سال 2006

## دوره میانی - بابک زنجانی
در سال ۱۳۸۵، مالکان اولیه شرکت تصمیم به واگذاری شرکت نمودند و در نهایت در سال ۱۳۸۶ شرکت هلدینگ توسعهٔ سورینت قشم متعلق به بابک زنجانی مالک این شرکت گردید و شركتهای هولدینگ توسعه سورینت قشم (سهامی خاص)، هایدرو پونیك مهستان كیش (سهامی خاص)، مجتمع تفریحی و تجاری تهران قدیم كیش (سهامی خاص)، خدمات هوایی و زیارتی سوری نت پرواز (با مسئولیت محدود) و صنایع غذایی فراز نمونه قشم (سهامی خاص) سهامداران این شرکت هواپیمایی شدند. در تاریخ ۱۳۹۱/۱۰/۱۸ رسماً نام شرکت از هواپیمایی فراز قشم به هواپیمایی قشم تغییر یافت  

## دوره جدید - وزارت نفت
با بازداشت بابک زنجانی در تاریخ ۹ دی ماه ۱۳۹۲ و انتقال اموال وی به وزارت نفت، مجموعه هواپیمایی قشم و تمامی شرکت های سهامدار آن نیز به وزارت نفت منتقل شد و ازین مدت به بعد تا به امروز، وزارت نفت به عنوان مالک شرکت شناخته می شود.

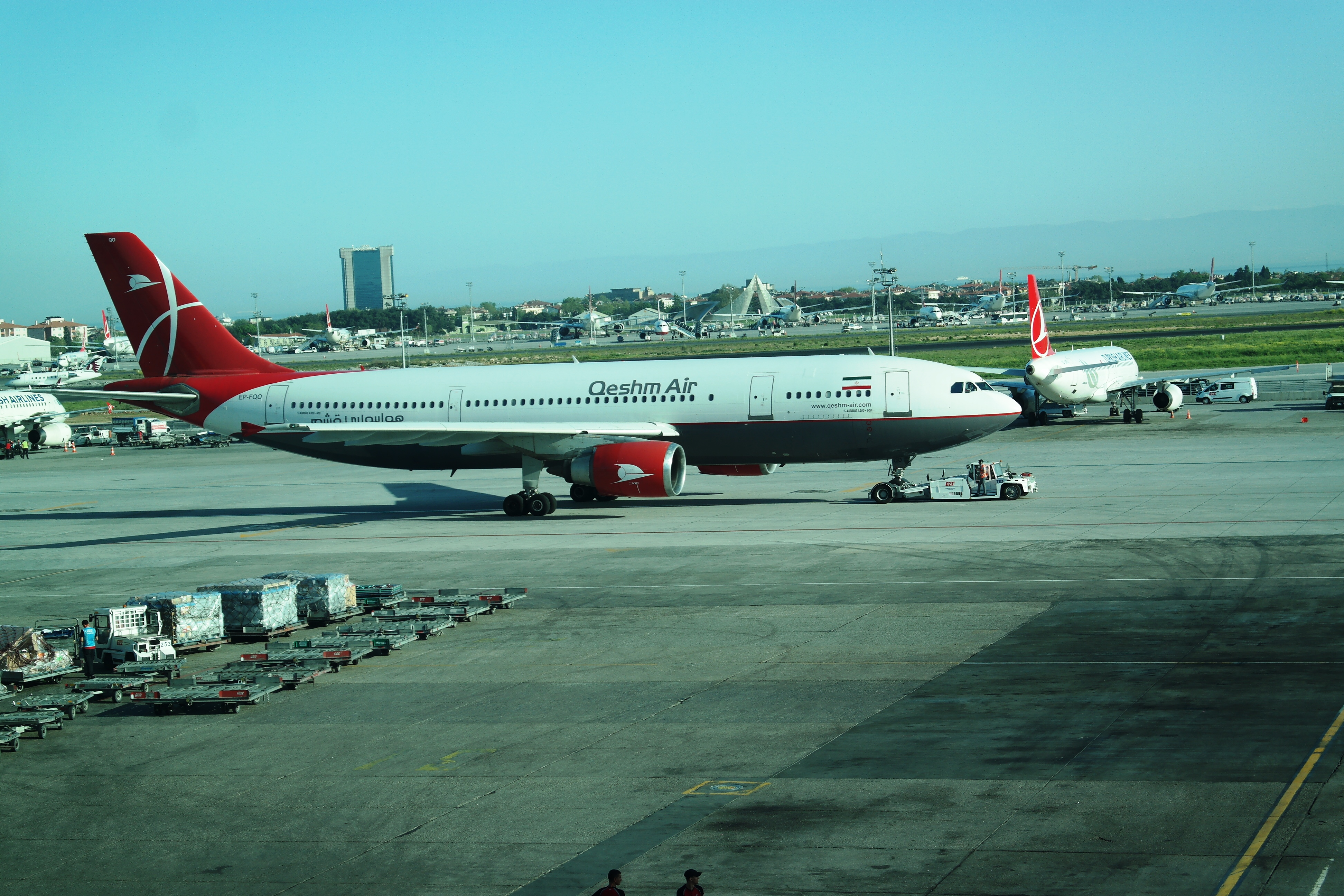
هواپیمای ایرباس 300 هواپیمایی قشم ایر در فرودگاه استانبول.

## تغییر مدیریت
مدیران عامل شرکت هواپیمایی قشم به ترتیب تاریخ زمانی عبارت از
۱- حفظ‌الله آطاهریان (۱۳۹۱/۰۷/۱۸ تا ۱۳۹۳/۰۶/۳۱)
۲- محمود شکرآبی (۱۳۹۳/۰۶/۳۱ تا ۱۳۹۸/۰۲/۲۵)
۳- رضا حیدری ( ۱۳۹۸/۰۲/۲۵ تا ۱۳۹۸/۱۲/۰۳)
۴- حسن قاسمی (۱۳۹۸/۱۲/۰۳ تا ۱۴۰۰/۱۰/۱۹)
۵- رامین حمزه ای (۱۴۰۰/۱۰/۱۹ تا ۱۴۰۳/۱۱/۳۰)
۶- سیامند عبداله زاده ( ۱۴۰۳/۱۱/۳۰ تا به امروز)

## ماجرای پرواز آبادان- مشهد
ماجرای هواپیمایی قشم ایر در پرواز آبادان_مشهد در تاریخ 20 فروردین 1400 باعث واکنش بسیاری از چهره ها به این موضوع شد در این پرواز  بیش از ۲۰ نفر سرپا ایستاده اند آن هم در شرایط وخیم کرونایی مسئله ای که علاوه بر رعایت نشدن پروتکل های بهداشتی ایمنی پرواز را به مخاطره می اندازد در این زمینه توضیحات قشم ایر درباره رضایت این افراد جهت سوار شدن  هواپیما با این شرایط نیز بیشتر به یک تراژدی شباهت دارد زیرا امنیت مسافران که جزو موارد ایمنی پرواز است در نظر گرفته نشد.
رسانه ها در این مورد نوشتند: سؤالی که باید از مسئولان هواپیمایی قشم ایر پرسید این است که آیا خانواده خودتان را با این شرایط سوار هواپیما می کردید حتی اگر قضیه بسیار اورژانسی بود؟
جوابیه هواپیمایی قشم ایر
پیرو انتشار ویدئویی در رسانه‌های خبری با عنوان عدم رعایت فاصله گذاری ۶۰درصد در پرواز آبادان مشهد در روز جمعه مورخ ۱۴۰۰/۰۱/۲۰، جوابیه شرکت هواپیمایی قشم به منظور تنویر افکار عمومی ارسال می‌گردد.
با توجه به نقص فنی پیش آمده و به منظور جلوگیری از تاخیرات طولانی و انعکاسی در سایر مسیر‌های پروازی، تغییر تایپ هواپیما برای این پرواز از هواپیمایی ۳۲۰ به هواپیمایی RJ صورت گرفت و ضمن اینکه پرواز همزمان در این مسیر وجود نداشته و با عنایت به این موضوع که کلیه مسافران این پرواز دارای تست منفی کرونا بوده اند، مقرر گردید که مسافران با اعلام قبلی و رضایت شخصی با این پرواز جابه جا گردند، لذا طبق برنامه ریزی انجام شده کلیه خانواده‌ها و مسافران همراه در صندلی‌های کنار هم مستقر شوند و تعدادی از مسافران که درخواست انصراف از پرواز داده بودند بلیت آنها استرداد و کلیه هزینه‌های بلیت در محل فرودگاه به مسافران مسترد گردید.
شایان ذکر است این هواپیما ۱۰۷صندلی برای فروش در حالت نرمال داشته که در این پرواز تعداد ۹۲مسافر پذیرش شده و پرواز با ۱۵صندلی خالی از مسافر انجام شده است که مستندات آن قابل ارائه خواهد بود. (آمار صندلی‌های خالی بدون در نظر گرفتن خانواده‌هایی که می‌توانستند در کنار هم و بدون فاصله قرار گیرند، می‌باشد)
همچنین مجدداً خاطرنشان می‌گردد کلیه مسافران خروجی از آبادان توسط نماینده محترم وزارت بهداشت تست کرونا انجام داده که پاسخ آن منفی بوده است.
لذا به استحضار می‌رساند هواپیمایی قشم به شیوه نامه و دستورالعمل‌های صادره از ستاد ملی مقابله با کرونا و سازمان هواپیمایی کشوری در رعایت استفاده از ۶۰درصد ظرفیت هواپیما پایبند بوده و در آینده نیز پایبند خواهد بود.

## هواپیمایی قشم و پرسپولیس
هواپیمایی قشم در سال ۱۴۰۲، به عنوان اسپانسر باشگاه فوتبال پرسپولیس انتخاب گردید و بر همین اساس، یکی از هواپیماهای ایرباس A300-600 به شمارهٔ ثبت EP-FQM این شرکت به‌عنوان هواپیمای اختصاصی باشگاه پرسپولیس تهران شناخته می‌شد. البته مدتی پیش با تغییر رنگ‌آمیزی این هواپیما، لوگوی این باشگاه حذف گردید

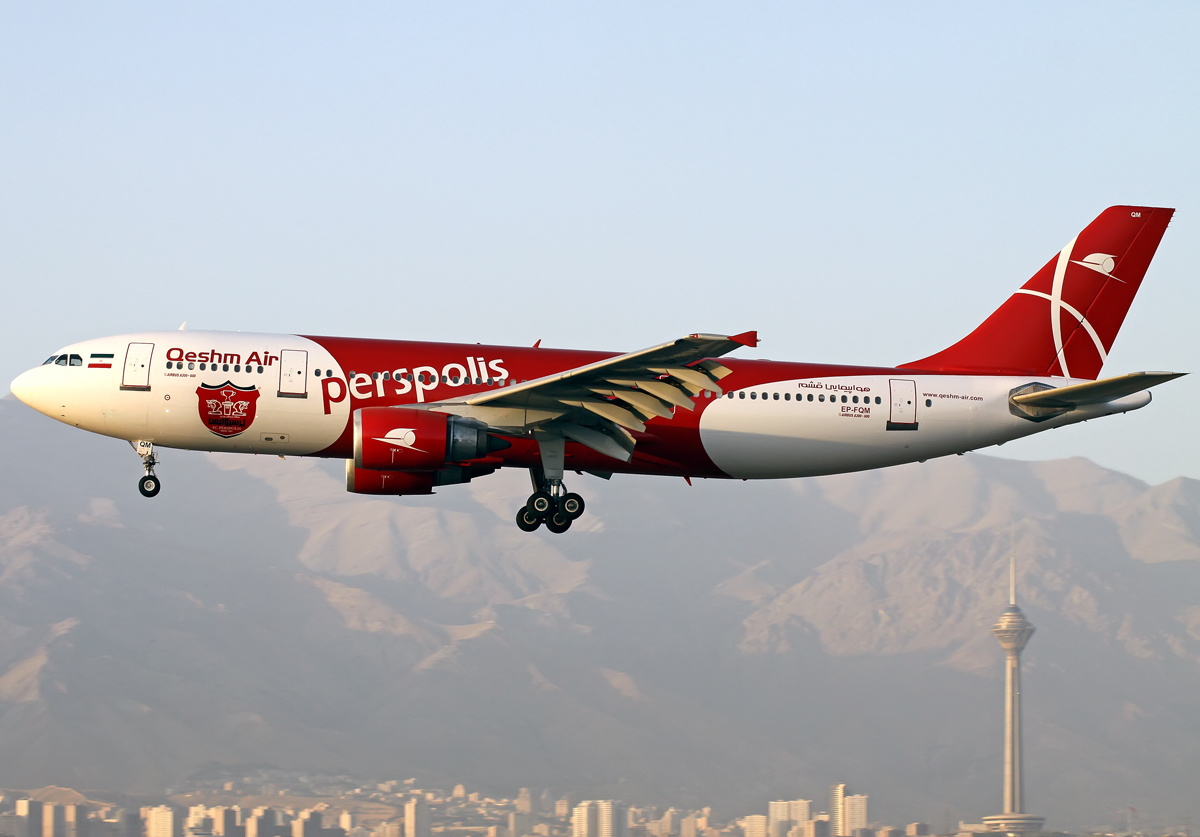
هواپیمای ایرباس ای۳۰۰-۶۰۰ هواپیمایی قشم ایر با رنگ آمیزی و لوگوی باشگاه پرسپولیس.

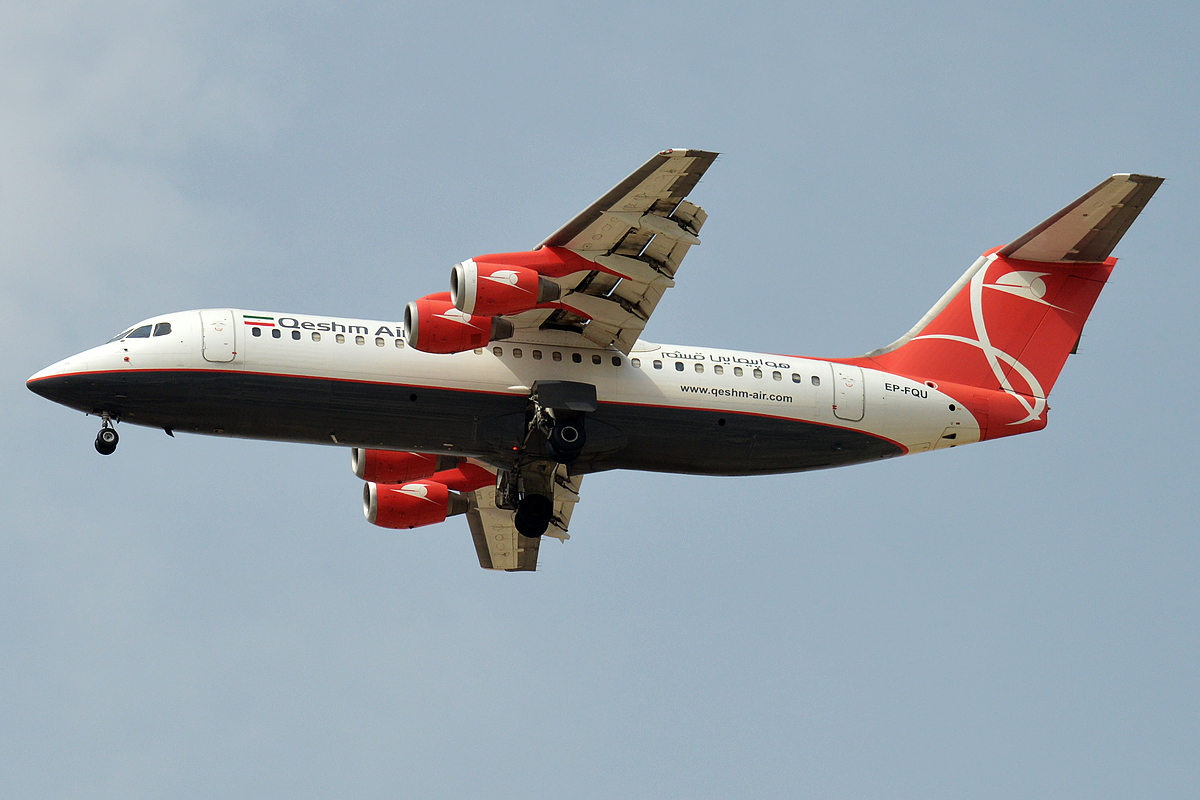
هواپیمای آر جی 100.

## مقصدهای پروازی
مقصدهای پروازی هواپیمایی قشم به شرح زیر است :
| شهر           | کشور              | فرودگاه                                 |
| ------------- | ----------------- | --------------------------------------- |
| آبادان        | ایران             | فرودگاه آبادان                          |
| جزیرهٔ ابوموسی | ایران             | فرودگاه ابوموسی                         |
| اهواز         | ایران             | فرودگاه اهواز                           |
| اردبیل        | ایران             | فرودگاه اردبیل                          |
| بم            | ایران             | فرودگاه بم                              |
| بغداد         | عراق              | فرودگاه بین‌المللی بغداد                 |
| بندرعباس      | ایران             | فرودگاه بین‌المللی بندرعباس              |
| بندر ماهشهر   | ایران             | فرودگاه ماهشهر                          |
| بانکوک        | تایلند            | فرودگاه بین‌المللی سووارنابومی           |
| بخارست        | رومانی            | فرودگاه بین‌المللی هنری کواندا           |
| بندر چابهار   | ایران             | فرودگاه کنارک                           |
| شهر دبی       | امارات متحده عربی | فرودگاه بین‌المللی دبی                   |
| اصفهان        | ایران             | فرودگاه بین‌المللی شهید بهشتی اصفهان     |
| آنکارا        | ترکیه             | فرودگاه بین المللی اَسَن بوغا انکارا      |
| استانبول      | ترکیه             | فرودگاه بین‌المللی آتاترک                |
| ازمیر         | ترکیه             | فرودگاه عدنان مندرس                     |
| دنیزلی        | ترکیه             | فرودگاه چارداک دنیزلی                   |
| کرمان         | ایران             | فرودگاه کرمان                           |
| کرمانشاه      | ایران             | فرودگاه کرمانشاه                        |
| گرگان         | ایران             | فرودگاه گرگان                           |
| خرم‌آباد       | ایران             | فرودگاه خرم‌آباد                         |
| جزیرهٔ کیش     | ایران             | فرودگاه بین‌المللی کیش                   |
| مشهد          | ایران             | فرودگاه بین‌المللی شهید هاشمی‌نژاد مشهد   |
| نوشهر         | ایران             | فرودگاه نوشهر                           |
| نجف           | عراق              | فرودگاه بین‌المللی نجف                   |
| جزیرهٔ قشم     | ایران             | فرودگاه دیرستان                         |
| رشت           | ایران             | فرودگاه سردار جنگل رشت                  |
| سلیمانیه      | عراق              | فرودگاه بین‌المللی سلیمانیه              |
| پارس آباد     | ایران             | فرودگاه پارس آباد                       |
| شیراز         | ایران             | فرودگاه بین‌المللی شهید دستغیب شیراز     |
| جزیرهٔ سیری    | ایران             | فرودگاه جزیرهٔ سیری                      |
| تهران         | ایران             | فرودگاه بین‌المللی مهرآباد               |
| تهران         | ایران             | فرودگاه بین‌المللی امام خمینی [قطب اصلی] |
| یزد           | ایران             | فرودگاه شهید صدوقی یزد                  |
| زاهدان        | ایران             | فرودگاه بین‌المللی زاهدان                |
| سنندج         | ایران             | فرودگاه سنندج                           |
| لارناکا       | قبرس              | فرودگاه بین‌المللی لارناکا               |
| وارنا         | بلغارستان         | فرودگاه وارنا                           |
| زنجان         | ایران             | فرودگاه زنجان                           |
| تاشکند        | ازبکستان          | فرودگاه بین‌المللی تاشکند                |

## ناوگان
ناوگان هواپیمایی قشم به شرح زیر است:
ناوگان قبلی
| هواپیما             | تاریخ بازنشستگی | توضیحات                                                                             |
| ------------------- | --------------- | ----------------------------------------------------------------------------------- |
| ایرباس ای300بی4-200 | دسامبر 2006     | به هواپیمایی ایران ایرتور اجاره داده شد.                                            |
| ایرباس ای310-300    | فوریه 2024      | اجاره در ناوگان این شرکت ناموفق بود و هواپیما سپس به هواپیمایی معراج اجاره داده شد. |
| ایرباس ای319-100    | مه 2018         | اجاره شده از تهران ایر                                                              |
| ایرباس ای321-100    | ژوئن 2006       | اجاره شده از هواپیمایی انور ایر                                                     |
| بی‌ای‌ئی آورو آرجی85  | جولای 2016      |                                                                                     |
| فوکر 50             | جولای 2022      | به هواپیمایی ماهان فروخته شد.                                                       |
| ام دی 83            | جولای 2007      | اجاره شده از هواپیمایی اطلس جت                                                      |

## حوادث
- در ۲۱ فروردین ۱۳۹۴، یک فروند هواپیمای ایرباس A300-600 مسیر استانبول-تهران این شرکت در هنگام برخاستن از فرودگاه آتاترک استانبول دچار حادثهٔ انفجار در موتور سمت راست خود شد. در این حادثه به کسی آسیبی نرسید.[۹]
- در ۳ تیر ۱۳۹۴، در پرواز مسیر ارومیه-تهران پیش از پرواز در ابتدای باند پرواز خلبان به علت مشاهدهٔ دود در کابین درخواست بازگشت به پارکینگ می‌کند. پس از هدایت هواپیما به پارکینگ، مسافران این پرواز تخلیه می‌شوند.[۱۰]
- در ۳۰ فروردین ۱۳۹۵، پرواز مسیر تهران - نجف هنگام نشستن در فرودگاه نجف به علت نقص فنی در لاستیک و عدم امکان فرود روبرو شد و به تهران بازگشت.[۱۱]
- در ۹ مهر ۱۳۹۵، پرواز مسیر قشم-مشهد بلافاصله پس از تیک آف دچار نقص فنی شد و خلبان هواپیما برای کاهش حوادث احتمالی و کم‌کردن سوخت خود مجبور شد حدود یک ساعت بر آسمان قشم پرواز کند و سرانجام در فرودگاه قشم فرود اضطراری کرد و چند تن از مسافران بدحال به اورژانس منتقل شدند.[۱۲]
- در ۱۴ خرداد ۱۴۰۰ ، یک فروند فوکر ۱۰۰ این شرکت که از فرودگاه قشم به طرف فرودگاه مهرآباد تهران در حرکت بود ، به دلیل نقص فنی به فرودگاه مبدا بازگشت .
- در ۴ شهریور ۱۴۰۲ ، یک فروند ایرباس A300-600 این شرکت که از تهران عازم استانبول بود به علت نقص فنی ، در فرودگاه مبدا فرود اضطراری انجام داد و مسافران پس از ۶ ساعت به سمت مقصد پرواز کردند.